# Полтавская дирекция железнодорожных перевозок
Полта́вская дире́кция железнодоро́жных перево́зок (укр. Полта́вська дире́кція залізни́чних переве́зень) — структурное подразделение Южной железной дороги, которое осуществляет перевозки пассажиров и грузов на линиях, входящих в её состав, и расположенных в Полтавской, Кировоградской, Черниговской и Сумской областях.

## История

### Формирование сети Южных железных дорог

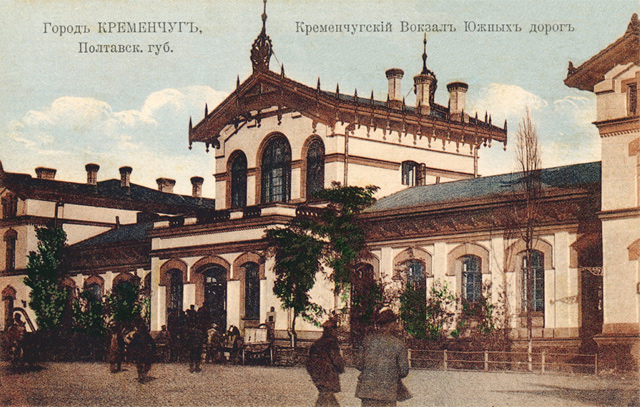
Вокзал станции Кременчуг в начале XX века

Первой железнодорожной линией Полтавщины считается Харьково-Николаевская железная дорога, строительство которой велось с 1869 по 1873 г. По территории Полтавской губернии линия протянулась уже в 1870 г. В 1872 г. построили железнодорожный мост через Днепр в Кременчуге и строительство дороги пошло дальше — на Знаменку, Николаев (1872–1873). Эта дорога имела огромное экономическое значение: началось прямое пассажирское и грузовое сообщение с Одессой  — большим портом на Чёрном море.
Следующая линия, названная Либаво-Роменской, была полностью построена в 1888 г. Соединены крупный промышленный город Кременчуг и балтийский порт Либава (Лиепая). Она проходила через Ромодан. Ромны, Бахмач... Также построена дорога Лохвица — Гадяч (1895 г.).
Очень важное значение имело открытие частной Киево-Полтавской железной дороги Карловской ветви Харьково-Николаевской железной дороги (1901). А это — прямой выход к углю Донбасса, железной руде Приднепровья, Чёрному и Азовскому морям.
Во второй половине XIX в. Курско-Харьковско-Севастопольская и Харьково-Николаевская магистрали объединились, образовав наибольшую до появления Транссибирской железную дорогу в России — Южную.

### Киево-Полтавская железная дорога

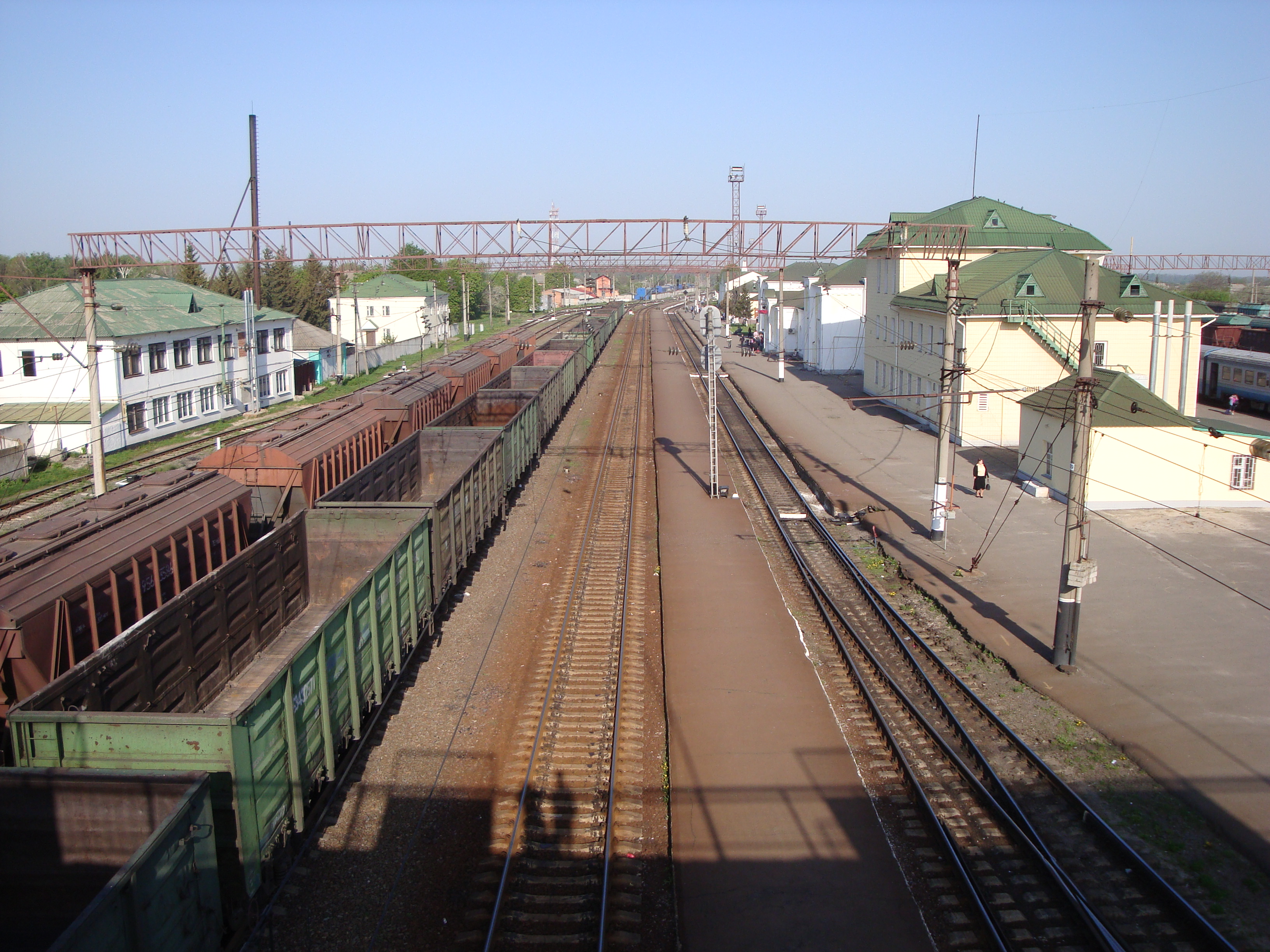
Станция Гребёнка — крупный железнодорожный узел

Одним из самых значительных событий истории Российской империи второй половины XIX в. было интенсивное железнодорожное строительство. К концу 1890-х гг. назрела необходимость сооружения железной дороги между Киевом и Полтавой. Ведь для проезда между этими двумя городами необходимо преодолеть довольно длинный маршрут: Полтава — Кременчуг — Знаменка — Бобринская — Фастов — Киев. В 1896 г. «Полтавские губернские ведомости» сообщали: «Полтавское губернское земство и Полтавская городская дума ещё в 1894 г. возбудили перед правительством ходатайство о соединении линией железной дороги ст. Лозовой с г. Киевом через Карловку, Константиноград, Полтаву, Лубны и Пирятин». Но правительство было занято сооружением «рельсового пути» в Сибирь. Вступили в конкуренцию акционерные общества Фастовской и Московско-Киево-Воронежской (М.-К.-В.) железных дорог. Перевесило последнее. В июне 1898 г. опубликовано разрешение акционерному обществу М.-К.-В. железной дороги на сооружение и эксплуатацию новой ширококолейной линии Киев — Полтава длиной 328 верст с обустройством стаций Борисполь, Барышевка, Березань, Яготин, Кононовка, Городище, Лубны, Засулье, Ромодан, Миргород, Полтава-Город, Полтава-Сортировочная. Кроме того, планировалась постройка четырёх разъездов, в том числе Переяславского. Станция Полтава-Город будет II класса, станции Борисполь, Городище, Лубны, Ромодан, Миргород — III класса, прочие станции будут отнесены к IV классу.

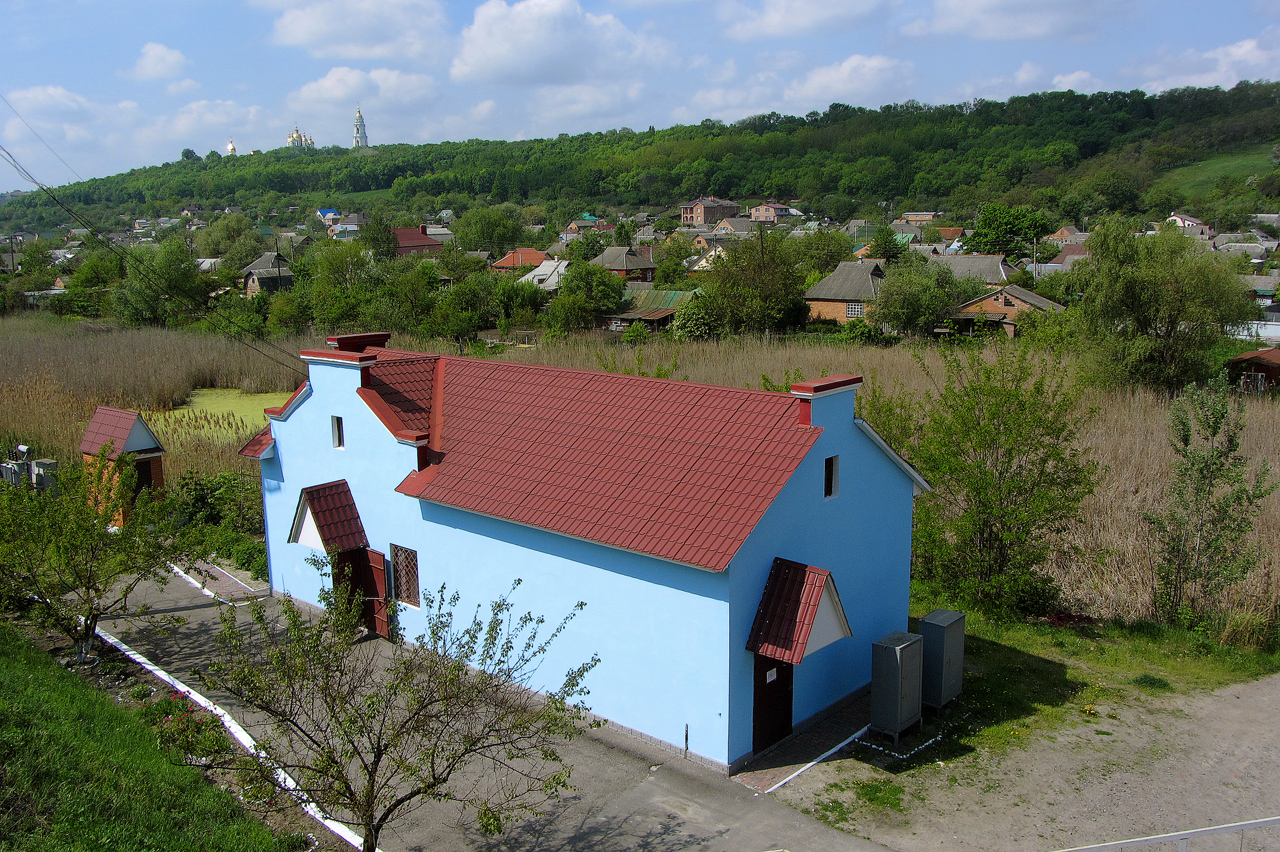
Пост ЭЦ разъезда Кривохатки

В 1898 г. на инженерном совете Департамента железных дорог выступил главный инженер исследовательских работ и строительства линии Николай Константинович Погорелко. Он, в частности, заявил: «Линия эта признаётся за имеющую транспортное значение, и проведение её по кратчайшему протяжению является делом государственной важности, перед которым должны отступить все местные интересы».
Работы по сооружению железнодорожного полотна линии Киев — Полтава началось весной 1899 года после высочайшего повеления на отчуждение земель под строительство, это повеление состоялось в начале того же года. С 1 сентября 1900 г. на отдельных участках началось временное движение товарных поездов (вероятно, с целью испытания линии). С 15 января 1901 г. открыто движение пассажирских поездов от Киева до ст. Лысяки, что в 48 км от Полтавы.
Средняя скорость движения поездов была 20–22 версты в час. Плата с пассажиров взималась за каждую версту дороги в вагоне и составляла в вагоне III класса 1 коп., а в вагоне II класса — 2 коп. Сквозное движение поездов от Киева до Полтавы открылось 29 апреля 1901 года. Строительство железной дороги Киев — Полтава продолжалось почти два года. Строили эту дорогу тысячи людей вручную (с лопатами, кирками, тачками, подводами). Рабочий день длился 11–14 часов, люди получали мизерную зарплату. Кроме украинцев, здесь работали воронежские и курские грабари.

### Железные дороги Полтавской губернии в первой половине XX в.
В итоге Полтавщина, издавна бывшая аграрным краем, превращается в индустриально-аграрный, в чем и заключается значение открытия на её территории железнодорожных линий.
Около 1910 г. на дороге начались работы по повышению эксплуатационных показателей. Это прогрессивное развитие прервали революция и Гражданская война. Следующий подъём наблюдается в 20-30 гг. XX в., который также был сведён на нет Великой Отечественной войной.

### Полтавское отделение ЮЖД в советский и современный период

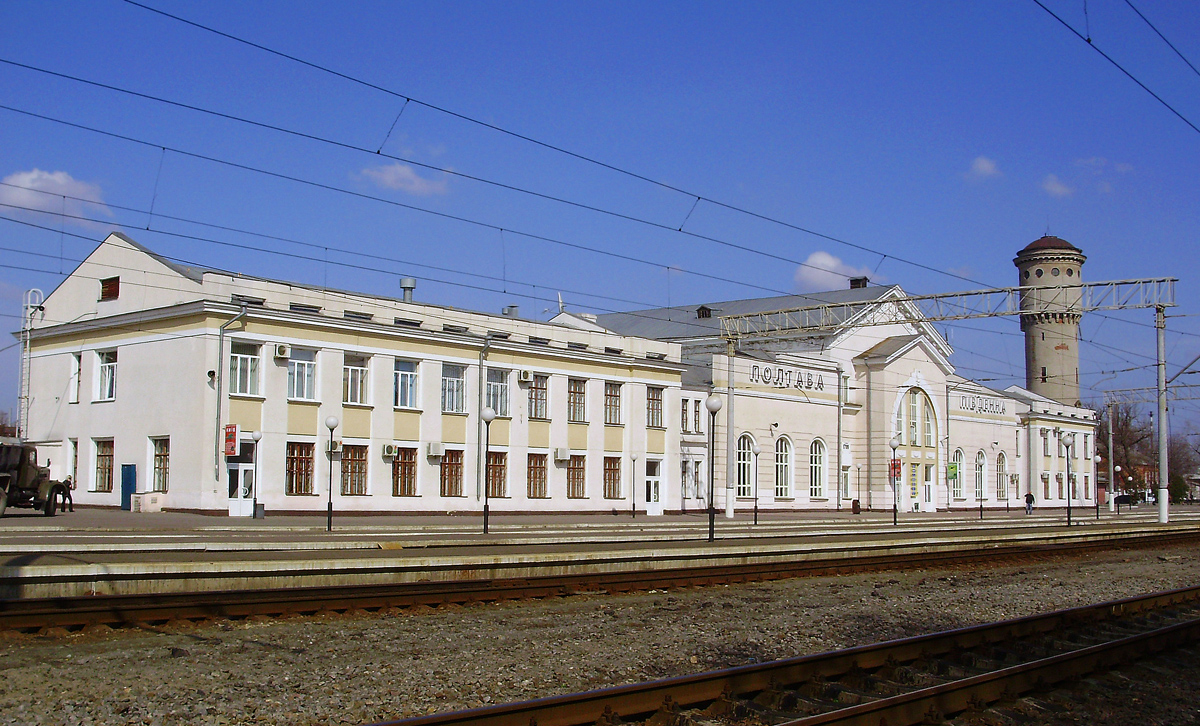
Полтава-Южная — главная станция Полтавской дирекции

В послевоенные годы железнодорожные предприятия Полтавской области были объединены в Полтавское отделение ЮЖД. 23 сентября 1946 года приказом МПС СССР № 652 было образовано Полтавское отделение Южной железной дороги (НОД-4). С 2000 года эта структура называется Полтавской дирекцией железнодорожных перевозок Южной железной дороги (ДН-4). Её управление находится на станции Полтава-Южная. В составе дирекции — отдел товарной и коммерческой работы, отдел станций, пассажирский сектор, технический отдел и др. Действие дирекции распространяется на Полтавскую и часть трёх смежных с ней областей — Кировоградской, Черниговской и Сумской.
На протяжении 1999–2000 гг. полтавские железнодорожники довели до европейского уровня вокзалы и станции, путевое хозяйство и подвижной состав, сервис, перевозки груза и багажа. Результаты — стремительный рост грузо- и пассажирооборота (1718,6 млн пасс.-км и 4996 млн ткм в 2001 г.).
11 июля 2002 г. — важнейшее событие для железных дорог Полтавщины — по линии Киев — Харьков прошёл скоростной «Столичный экспресс» Киев — Харьков с остановками в Полтаве и Миргороде. Что касается электрификации железных дорог, то на этом виде тяги (переменный ток напряжением 27,5 кВ) работает линия Гребёнка — Полтава (до ст. Полтава-Южная включительно). В 2011 г. завершена электрификация направления Полтава — Кременчуг — Бурты с выходом на Одесскую железную дорогу.
За доблестный труд государственными наградами были отмечены железнодорожники Г. И. Крутько, А. Г. Цымбалюк, Е. И. Мартышевская, В. М. Чирва, О. С. Дяченко (с 2002 г. — начальник дирекции).
Полтавская дирекция заботится и о своём персонале, внимательно относится к бытовым проблемам. Так, в  2001 г. на ст. Гребёнка был построен 27-квартирный жилой дом, а в Полтаве 96 семей железнодорожников получили квартиры. Дети работников стальных магистралей имеют возможность провести отдых в оздоровительном лагере «Молодая гвардия» (с. Зинцы Полтавского района). Активно действует Полтавский Дом науки и техники (бывший ДК железнодорожников).

## Структура дирекции
В состав дирекции входят железнодорожные линии:
- Полтава-Южная — Вакуленцы[7]
- Полтава-Южная — Ромодан
- Ромодан — Гребёнка
- Полтава-Южная — Кременчуг — Бурты
- Полтава-Южная — Красноград
- Кременчуг — Ромодан
- Ромодан — Бахмач
- Гребёнка — Бахмач
- Прилуки — Нежин
- Рублёвка — Светловодск — Бурты
- Разъезд 27 км[8] — Левобережная (тупиковое ответвление)
- Потоки — Золотнишино (тупиковое ответвление)
- Разъезд 7 км[9] — Редуты (тупиковое ответвление)
- Кременчуг — Большая Кохновка (тупиковое ответвление)
- Лохвица — Гадяч (тупиковое ответвление)
- Григоровка — Качановка (тупиковое ответвление)